# Gaspar Hernández (ort)
Gaspar Hernández är en ort i Dominikanska republiken.   Den ligger i provinsen Espaillat, i den nordöstra delen av landet, 130 km norr om huvudstaden Santo Domingo. Gaspar Hernández ligger 27 meter över havet och antalet invånare är 6 506.
Terrängen runt Gaspar Hernández är platt åt nordost, men åt sydväst är den kuperad. Havet är nära Gaspar Hernández åt nordost. Runt Gaspar Hernández är det tätbefolkat, med 257 invånare per kvadratkilometer. Gaspar Hernández är det största samhället i trakten. I omgivningarna runt Gaspar Hernández växer i huvudsak städsegrön lövskog.